# Astragalus cusickii
Astragalus cusickii är en ärtväxtart som beskrevs av Asa Gray. Astragalus cusickii ingår i släktet vedlar, och familjen ärtväxter.

## Underarter
Arten delas in i följande underarter:
- A. c. cusickii
- A. c. flexilipes